# Тойма (приток Камы)
Тойма — река в Удмуртии и Татарстане, правый приток реки Камы. Длина реки — 121 км, площадь водосборного бассейна — 1450 км². Впадает в Каму около Елабуги.
Берега низкие, заросшие в основном кустарником, ольхой, лозой. Лес удалён от воды на 150—200, иногда на 50—100 метров. Ширина русла в межень 2—3 метра, а от села Алнаши и весной — 10 метров.

## Этимология
Название реки происходит от древнего удмуртского родоплеменного названия, упоминается в документах XII-XIII веков. В Удмуртии в конце XIX века были родовые имена Тойма, Тойма-Нудья.

## Притоки
(указано расстояние от устья)
- 30 км: Каринка
- 35 км: Челна
- 56 км: Юрашка
- 64 км: Возжайка
- Ятцазшурка
- Пугачка
- 91 км: Колтымак
- 94 км: Колтымак
- 100 км: Алнашка